# Minitel

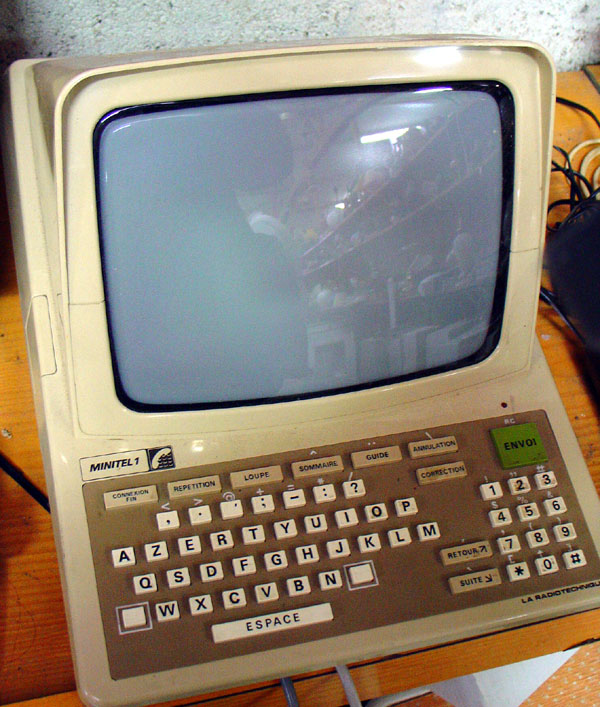
Terminale Minitel 1 (1982)

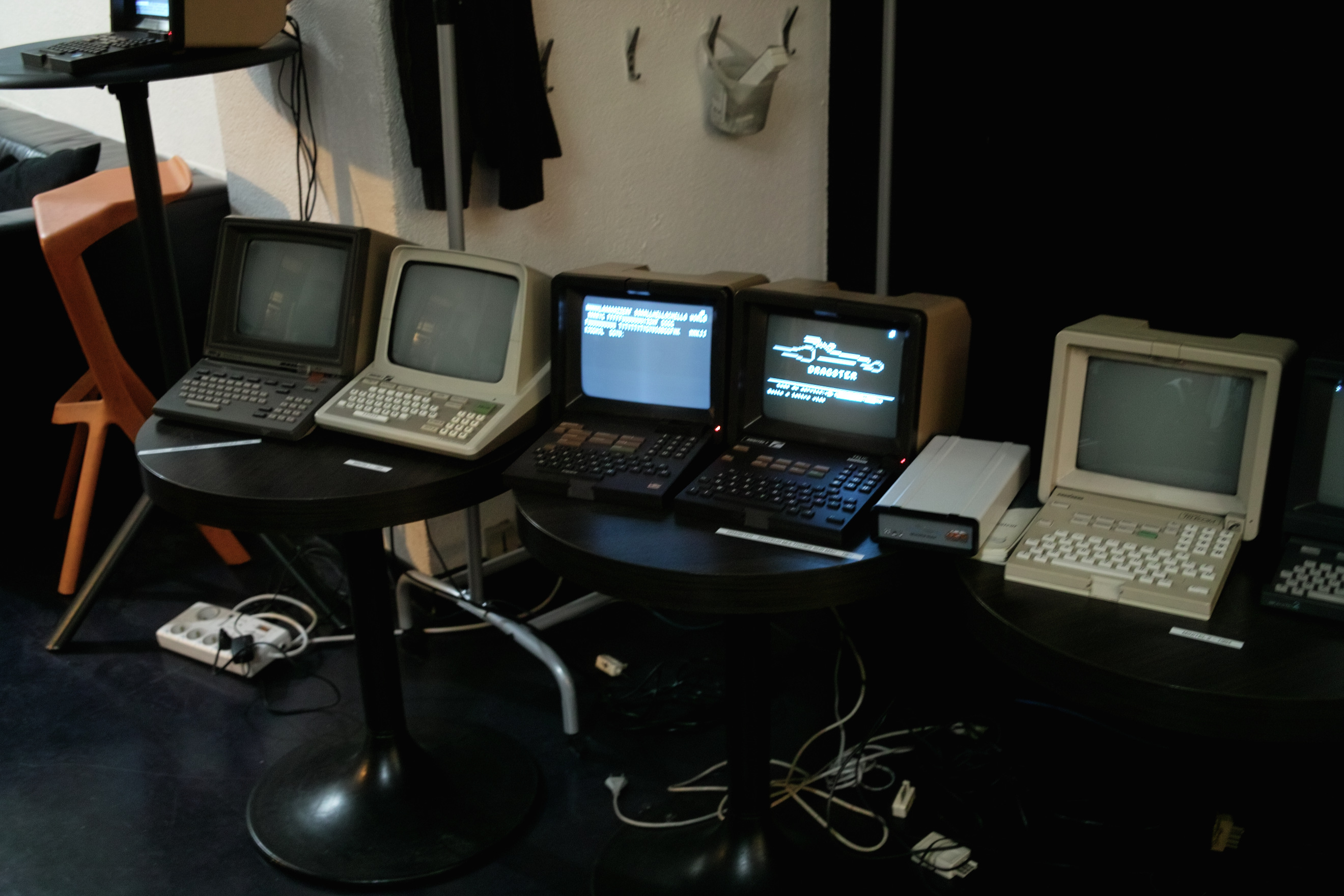
Esposizione di vari terminali Minitel

Il Minitel (acronimo del francese Médium interactif par numérisation d'information téléphonique) è stato un servizio telematico pubblico di videotex lanciato in Francia nel 1982 e operativo fino al 2012.
Era accessibile tramite appositi terminali attraverso la linea telefonica fissa POTS, ed era simile ai servizi Videotel in Italia o Prestel nel Regno Unito.
Grazie a Minitel, in Francia negli anni ottanta l'utilizzo della telematica raggiunse un livello e una diffusione senza pari in Europa, influendo sullo stile di vita dei francesi fin quasi ai livelli del successivo Internet.

## Storia
Negli anni '70 in Francia il telefono non era ancora pienamente diffuso e aveva alti costi di gestione per lo Stato, perciò si fece il grande sforzo economico di aggiornare tutta la rete con i commutatori automatici. Si approfittò del rinnovamento per sfruttare le linee anche per la trasmissione di dati informatici, ideando un sistema di servizi informativi..
Il sistema fu proposto da Gérard Théry, allora direttore generale delle telecomunicazioni, e approvato dal governo francese nel 1978. La rete realizzata per il sistema, messa in opera nel 1982, prese il nome di Télétel, mentre Minitel è il nome del terminale usato dagli utenti per le ricerche interattive, che divenne poi usato come nome comune di tutto il sistema.
La Postes, télégraphes et téléphones (PTT) distribuì in comodato d'uso 6 milioni di terminali per incentivare l'utilizzo informatico della rete. I terminali avevano monitor CRT, tastiera e modem integrato ed erano collegabili alle comuni linee telefoniche.
La prima funzione fu quella di fornire un elenco telefonico digitale, al quale poi si aggiunsero le pagine gialle, compresa la possibilità di inserzioni a pagamento delle aziende. Avrebbe aiutato tra l'altro a ridurre i costi degli elenchi telefonici cartacei, che inizialmente si pensò perfino di abolire del tutto, e le richieste ai centralini.

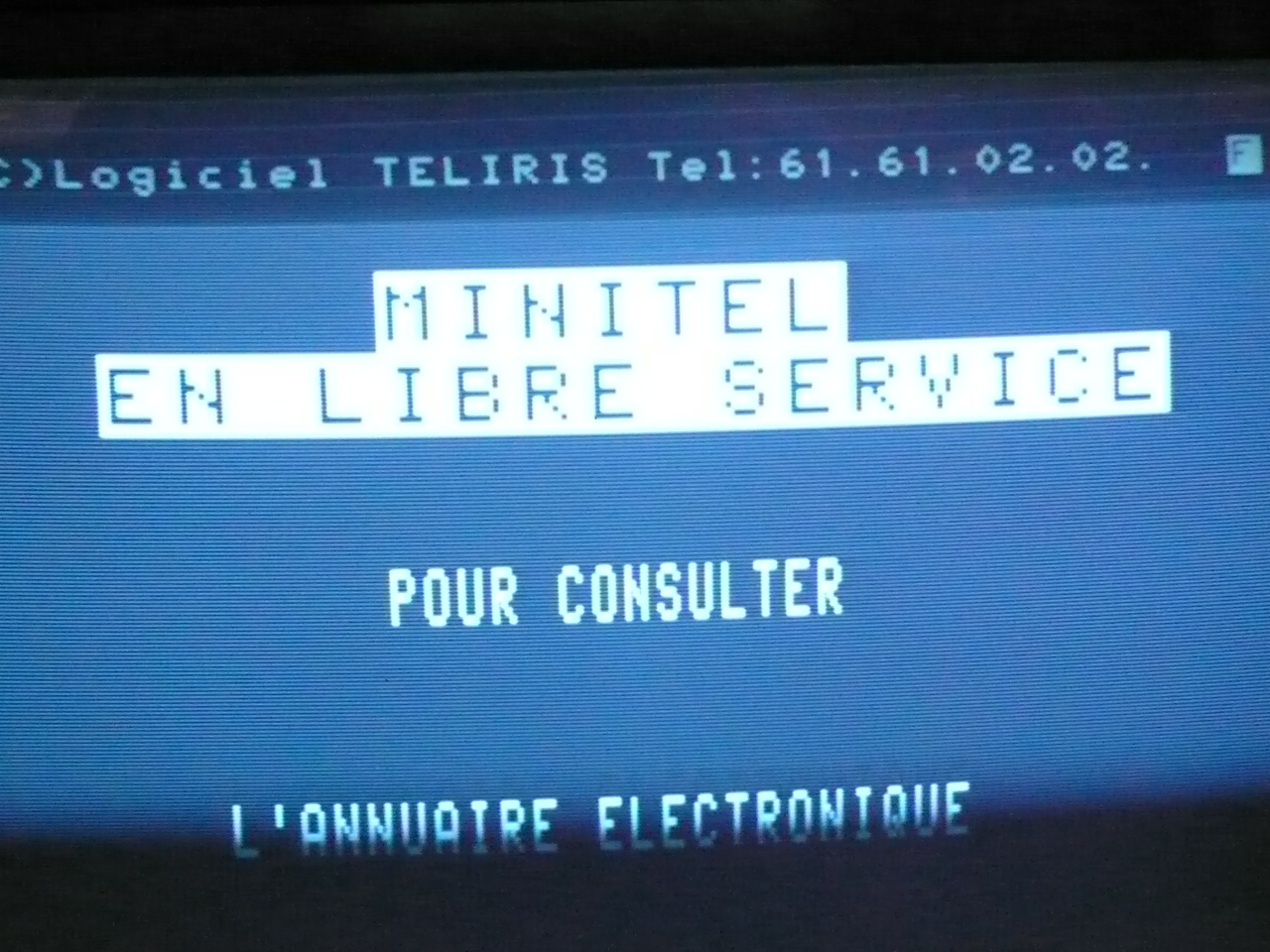
Schermata del servizio di elenco telefonico

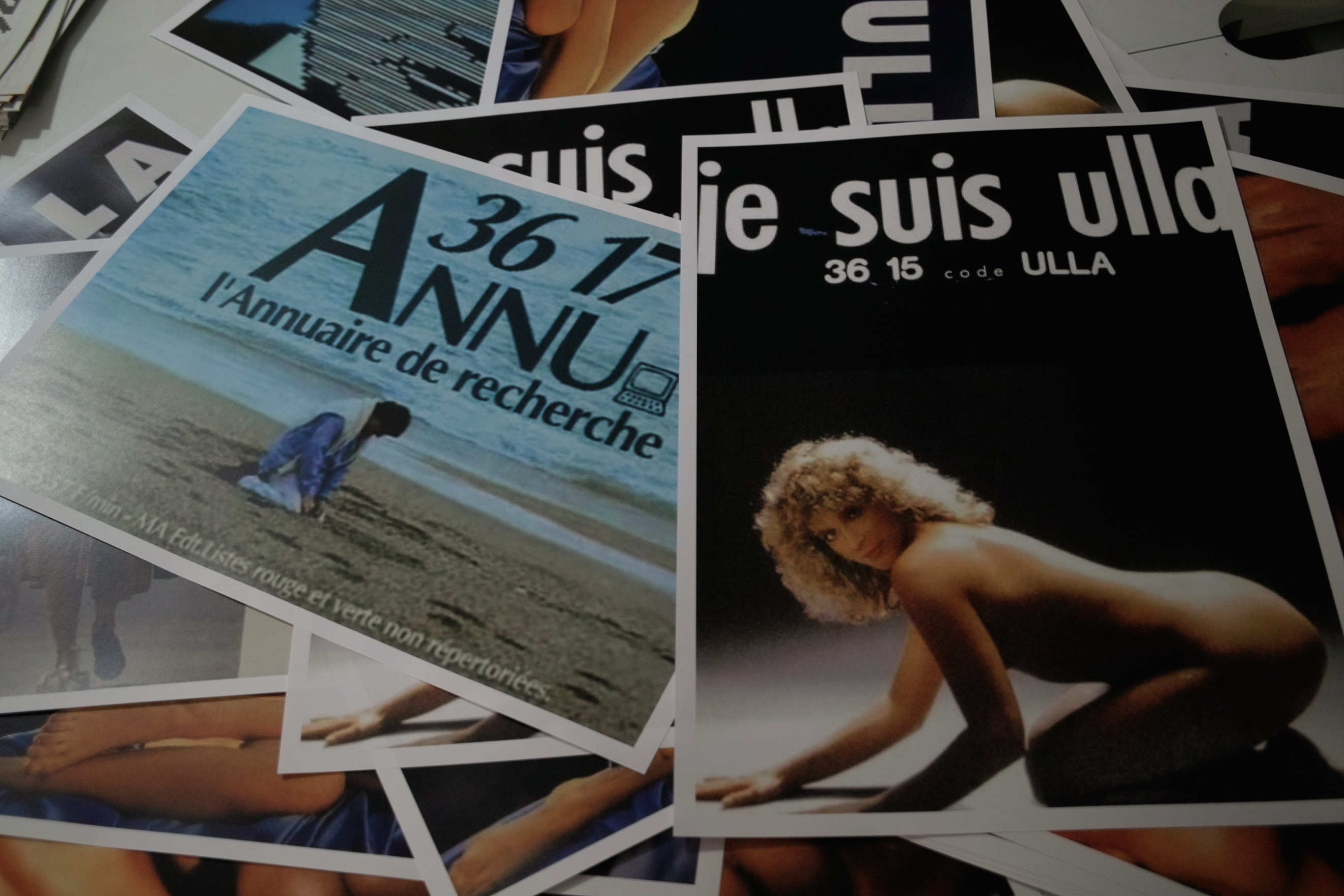
Locandine di servizi, tra cui la linea erotica

Il 3 luglio 1980 ci fu la presentazione ufficiale del sistema Minitel, che si appoggiava all'esistente rete Transpac, già in uso dal 1978 per la trasmissione di informazioni a commutazione di pacchetto tra utenze aziendali. Minitel avrebbe fornito un'ampia gamma di servizi telematici moderni. Nel 1982 entrò a regime in tutta la Francia, prima fra tutte le iniziative simili in Europa.
Il terminale veniva assegnato gratuitamente agli utilizzatori, senza canoni di abbonamento, mentre i servizi si pagavano in modo variabile.
I servizi forniti arrivarono a includere notizie e giornali online, commercio elettronico, biglietteria per i trasporti, prenotazioni di spettacoli e di alberghi, informazioni bancarie, semplici videogiochi, sistemi di messaggeria, di chat e di incontri online, ecc.
Le chat erotiche divennero una pratica diffusa, con specifici servizi pubblicizzati sulle riviste e perfino sui grandi cartelloni stradali.
Negli anni il sistema si è evoluto da vari punti di vista. Sono stati proposti nuovi terminali, come il Minitel 20 che ha anche il telefono incluso, o viceversa il telefono Sillage con schermo che integra anche la funzione Minitel. È stato introdotto lo schermo a colori, la velocità è stata aumentata a 64 kbit/s, la funzione Minitel è stata emulata sui personal computer, ecc.
A livello di servizi, quelli disponibili si sono diversificati arrivando a circa 25 000 alla fine degli anni '90. Sono evolute le formule tariffarie, la funzione chiosco ha consentito di distinguere i costi dell'operatore dai costi dei fornitori di servizi, sono nate interfacce Minitel-Internet, ecc.
All'apice della diffusione di Minitel, metà della popolazione della Francia lo utilizzava regolarmente. Per confronto, all'epoca Internet in Italia era usato solo dal 10% della popolazione.
La scelta di offrire il terminale senza costi fu un incentivo molto redditizio per PTT grazie ai servizi aggiuntivi. Si arrivò anche a 30 milioni di francesi abitualmente connessi a Minitel. Ad esempio per il corrispettivo italiano Videotel non si fece tale scelta e il sistema, tra abbonamenti e tariffe telefoniche, finì per essere costoso e si diffuse solo tra 180 000 italiani.
Alla fine degli anni '90 il Minitel era installato in nove milioni di abitazioni e di aziende e generava un giro d'affari annuale equivalente a un miliardo di euro.
Con l'inevitabile diffusione anche in Francia del World Wide Web il Minitel finì per essere soppiantato, pur continuando a funzionare per molti anni.
Il servizio è cessato il 30 giugno 2012, quando oltre 800 000 ricevitori erano ancora operativi.